# ドラゴンシーズ 最終進化形態
『ドラゴンシーズ 最終進化形態』(ドラゴンシーズ さいしゅうしんかけいたい、DRAGON SEEDS)は、ジャレコより1998年8月6日に発売されたPlayStation用育成シミュレーションゲーム。アメリカでは同年9月30日に発売。

## ゲーム内容
ドラゴンのパートナーである「バトラー」となり、バトルアリーナという競技場でバトルを繰り返し、WDC(ワールドドラゴンチャンプ)のチャンピオンとなるのが目的の育成シミュレーションゲーム。クローンラボでドラゴンを細胞からクローン再生し、最初にドラゴンに送る言霊や選択したドラゴン種、トレーニングや育成内容によってドラゴンは変化し成長していく。なお、バトルでドラゴンの体力が0になると、ドラゴンは死亡、ロストし、一部の例外を除き2度と復活はしない。ゲームの進行状況はゲーム中の施設である「公社ハイム」にてセーブできる。ゲームデータのセーブはゲーム終了時にしかできず、ゲームのプレイ途中でセーブやロードをするといった事はできない。ただし、ゲームを途中でリセットし、セーブデータをロードするという事を行っても、特にペナルティなどはない。なお、作中の育成対象は「ドラゴン」と呼称されてはいるが、一般的に連想される首長竜や翼竜のほか、昆虫やカニのような形態のものもおり、未知の生物の総称を「ドラゴン」と呼んでいる世界観となっている。

### ドラゴンの再生
細胞からのドラゴンのクローン再生はゲーム中の施設である「クローンラボ」で行う。まず再生したいドラゴン種を選び、その後に言霊を選ぶ。言霊は「単語」(「古」「未来」「戦い」「今」「全て」「力」「ジャレコ」など)+「助詞」+「単語」(「輝く」「生きる」「蘇る」「廻る」「愛」「売り切れ」「30分」など)の3つで構成され、それぞれを繋げて文章を作る(「古に輝く」「未来に生きる」「戦いで蘇る」など)。出来上がった文章とドラゴン種により、ドラゴンの初期ステータスと成長率が決まる事となる。言霊入力の次はドラゴンの名前を決定する。この名前によりドラゴンの持つ属性が決まるほか、特定の名前を入力するとドラゴンの成長率に補正がかかる。再生されたドラゴンはそのままクローンラボ内になる「保育センター」に預けられる事となる。保育センターではドラゴンの能力の中から2項目を選んで重点的に成長させる事ができる。保育センターに預けられたドラゴンは預けられて24時間後に迎えに行くと子竜となっており、引き取る事ができるようになる。

### ドラゴンの成長
ドラゴンは1日1才、年を取っていく。個体差はあるが大体30才を過ぎたあたりで寿命を迎え、寿命を迎えたドラゴンは「記憶の森」という場所へ帰っていく(すなわちロストする)。ドラゴンは成長するに従い子竜→成竜→完竜へと進化していき、その都度、姿を大きく変える事となる。なお、ドラゴンが進化する際はマユの中に入りその中で変態する事となる。完竜はいずれ年老いて老竜となり、徐々に能力が衰え寿命を迎えると記憶の森へ帰っていく。だが、まれに完竜から変異竜、または超竜という特別な形態へと変化する事がある。変異竜は完竜と同じく年を重ねるといずれ老竜になってしまうが、超竜になると寿命がなくなり、いくら年月を重ねてもバトルで死亡しない限りロストする事はなくなる。超竜はバトルやトレーニングで能力を上げる事はできないが、「ジャンクショップ」で売っている能力上昇系アイテムで能力を上げる事は可能となっている。

### ドラゴンの能力
ドラゴンの能力はドラゴンを再生させる時のドラゴン種の選択と言霊の内容によって初期値と成長率が決まり、育成の仕方により異なる能力が上がっていく。バトルやトレーニングをすると腕力、特殊能力、素早さが上がり、休息、買い物、施設に寄るなどバトルやトレーニング以外の行動をすると体重と体力が上がっていく。また、ドラゴンは「火」、「雷」、「水」のいずれかの属性を必ず持っており、火は雷に強く水に弱い、雷は水に強く火に弱い、水は火に強く雷に弱い、という三すくみの関係になっている。属性はバトル中に特殊攻撃で攻撃した際と、属性を持ったウエポンを装備した際に関係してくる。
ドラゴンの能力は以下のようになっている。
- 体重 - ドラゴンの重さ。ドラゴンの体重が重いと回避力に悪影響を及ぼす事となる。休息や買い物をすると体力と共に増えていく。
- 体力 - ヒットポイント。バトル中に体力が0になるとドラゴンは死亡してしまう。休息や買い物をすると体重と共に増えていく。
- 腕力 - 武器攻撃による攻撃力。バトルやトレーニングセンターのバーチャル戦闘で武器攻撃を相手に当てる事で成長する[25][26]ほか、トレーニングセンターでの腕力トレーニングで上げる事ができる。
- 特殊能力 - 特殊攻撃による攻撃力。バトルやトレーニングセンターのバーチャル戦闘で特殊攻撃を相手に当てる事で成長する[25][26]ほか、トレーニングセンターでの特殊能力トレーニングで上げる事ができる。
- 特殊回数 - 特殊攻撃を使える回数。進化する事で増える事がある。
- 素早さ - 高いと相手の攻撃を回避する事がある。バトルやトレーニングセンターのバーチャル戦闘で相手の攻撃を空振りさせる事で成長する[25][26]。
- 賢さ - 完竜から超竜に進化する確率に影響[22]。進化する事で増える。
- 攻撃力 - ウエポンによる攻撃力の値。腕力と装備しているウエポンの破壊力により決まる。
- 回避力 - 相手の攻撃を回避する値。体重、素早さ、装備の重さにより決まる。

### ウエポンとリフレクター
ドラゴンには剣や斧などのウエポンと、特殊攻撃を防ぐ盾であるリフレクターを装備させる必要があり、ゲーム中の施設である「公営ショップ」や「ジャンクショップ」で購入できる。ウエポンやリフレクターにはS、M、Lとサイズがあり、Sサイズは子竜以上が装備可能、Mサイズは成竜以上が装備可能、Lサイズは完竜以上が装備可能となっている。また、ウエポンには属性を持つものも存在する。なお、ウエポンとリフレクターをドラゴンに装備させないと、バトルアリーナでの公式戦やパブロの店での賭け試合に出る事ができず、またトレーニングセンターでトレーニングを受けさせる事もできない。
ウエポンのパラメータ
- 破壊力 - ウエポンの攻撃力。
- ラッキーヒット発生率 - ラッキーヒット(いわゆるクリティカルヒット)が発生する確率。A～Eの5段階あり、Aが最も高い。
- 重量 - ウエポンの重量。ウエポンが重いと回避力に悪影響を及ぼす事となる。

リフレクターのパラメータ
- 反射回数 - リフレクターで相手の特殊攻撃を防いだ際に、相手の特殊攻撃を跳ね返す事のできる回数。
- 反射率 - 相手の特殊攻撃を跳ね返した際に、相手に与えるダメージに影響。高ければより高いダメージを相手に与える。
- 重量 - リフレクターの重量。リフレクターが重いと回避力に悪影響を及ぼす事となる。

### バトルシステム
バトルは、各ターン開始前にコマンドを「前進」「後退」「武器攻撃」「特殊攻撃」「リフレクター」「挑発」の6つのコマンドから行動させたい順に2つを選び、入力が完了すると相手も同じように動き出すというシステムを取っている。説明書ではこのシステムを「TCB」(ツインコマンドバトル)と呼称している。なお、素早さが高いとドラゴンは相手の攻撃を回避する事があり、その場合は入力したコマンドをそのまま実行する。バトルの制限時間はコマンド入力の時間を除いて2分で、それまでに決着がつかない場合は残りHPの多い方が勝者となる。また、バトル中にSTARTボタンを押す事で、バトルをギブアップする事もできる。体力が0になって敗北した場合はドラゴンは死亡してしまうが、時間切れによる敗北もしくはギブアップした場合はドラゴンは死ぬことはない。
前進、後退(十字キーの上、下)
ドラゴンを1歩前進、または後退させる。前進中または後退中は無防備となる。相手と密着状態であれば、互いに武器攻撃を当てる事ができるようになる。後退すれば相手と距離を取る事ができるが、2歩以上相手から距離を取る事はできない。なお、相手と密着状態でこれ以上前進しようとする、また相手と2歩以上間合いがありこれ以上後退できない状態で後退しようとすると、行動は挑発へと変化する。
武器攻撃(○ボタン)
装備しているウエポンで相手を攻撃する。相手と密着状態でなければ攻撃は当たらず、また攻撃が空振りした場合はバトル中の全ての攻撃ダメージ(武器攻撃、特殊攻撃)が10%下がってしまう。なお、たまにラッキーヒットが発生する事がある。
特殊攻撃(△ボタン)
属性の付いた特殊攻撃を放つ。相手の属性によりダメージが増加する事がある。相手との距離に関係なくダメージを与えられるが、相手がリフレクターを構えた場合は跳ね返され、反射率に応じて自分がダメージを受けてしまう。また、特殊攻撃は特殊回数分しかバトル中に使用できない。なお、密着状態で特殊攻撃をしようとした際に相手が武器攻撃をしてきた場合、相手の武器攻撃によるダメージを受け、さらに特殊攻撃がキャンセルされてしまう。
リフレクター(□ボタン)
リフレクターを構え、相手の特殊攻撃を跳ね返してダメージを与える。相手に与えるダメージは自身のドラゴンの能力値とは関係なく、装備しているリフレクターの反射率に高ければ高いほど相手に大きなダメージを与える事ができる。ただし、相手の武器攻撃を防御する事はできない。また、装備しているリフレクターの反射回数が0になった場合、相手の特殊攻撃は防御できるが、跳ね返す事はできなくなる。
挑発(R1、L1ボタン)
自身の全ての攻撃ダメージ(武器攻撃、特殊攻撃)を10%上げる。挑発中は無防備となる。

### バトルアリーナでのバトル
ゲーム中の施設である「バトルアリーナ」では公式戦をする事ができ、勝つとファイトマネーを得る事ができる。このバトルアリーナで勝ち上がり、WDCのチャンピオンになる事がゲームの目的となっている。バトルアリーナは子竜中心のクラスの「ベビークラス」、成竜中心のクラスの「ジュニアクラス」、完竜以降中心のクラスの「ファイタークラス」、そして「WDCクラス」の4つのクラスに分けられており、更にベビー、ジュニア、ファイターの3クラスはA～Eの5段階のランクに分けられている。なお、ベビー、ジュニア、ファイターの3クラスの各ランク戦では、1回戦、2回戦、決勝戦と3回バトルを勝ち抜かなければ優勝する事はできない。各クラスのAランク戦で優勝する事で次のクラスへと昇級する事ができる。この時Eランクから順に挑戦していく必要はなく、いきなりAランクに挑戦する事も可能となっている。WDCクラスではそれまでのクラスにあった1回戦、2回戦といった予選はなく、1戦勝利するごとに昇級する事になる。またWDCクラスではNo.4から順にNo.3、No.2、No.1と勝ち進めなければならず、WDCのNo.1に勝利して初めてチャンピオンに挑戦できる。その他、プレイヤーがチャンピオンになった後、チャンピオンになったドラゴンを連れてバトルアリーナに行くと、防衛戦が発生する事がある。この防衛戦に負け尚且つ自身のドラゴンが生存していると、ドラゴンのランキングがWDCチャンピオンからWDC No.1へと降級する事となる。なお、前述のように各クラスによって登場するドラゴンの目安は決まっているが、プレイヤーはこれに合わせる必要はなく、例えば子竜中心のベビークラスに成竜、完竜も問題なく出場する事ができる。

### VS対戦バトルとトレード
VS対戦バトル
本作のセーブデータの入ったメモリーカードをそれぞれPlayStationの差込口1と2に差し込むことで、それぞれのデータで育てたドラゴンを対戦させる事ができる。それぞれ対戦させるドラゴンを選んだ後、賭けるものとしてウエポン、リフレクター、持ち金(最低100Gの持ち金が必要)の中から選んで対戦する事となる。対戦終了後、賭けたものが勝者に渡っていく事となる。このモードでドラゴンの体力が0になっても、死亡する事はない。
トレード
VS対戦バトルと同じ要領で、それぞれのセーブデータにあるドラゴンを交換する事ができる。本作のセーブデータの入ったメモリーカードをPlayStationの差込口1と2に差し込み、互いに交換するドラゴンを選ぶ事となる。この時、交換するドラゴンに金銭を付加させる事も可能となっている。なお、交換されたドラゴンのWDCランキングは剥奪される。

### VSメモリーカードバトラーと野生のドラゴン
メモリーカード内のセーブデータに基づいて生成された野生のドラゴン軍団を使い、3対3のバトルを行う対戦モード。メモリーカードに保存されているセーブデータの内容によって、生成される3頭のドラゴンの内容は変化する。なお、メモリーカードに本作のセーブデータが入っている必要はない。メモリーカードをPlayStationの差込口1と2に差し込み、1P側は差込口1のドラゴン軍団を、2P側は差込口2のドラゴン軍団を操作する。バトルは勝ち抜き戦で行われ、バトルに勝ったドラゴンはそのまま相手の次のドラゴンと戦う事となる。表示させる上から順にドラゴンを戦わせ、最終的に相手の3頭のドラゴン全てを倒した方が勝利となる。その他、メモリーカードに特定のゲームのセーブデータがあると、特別なドラゴンが出現する事がある。なお、このモードに登場する野生のドラゴンは、条件を満たすとゲーム中の施設である「記憶の森」にて捕獲でき、本編で使用できる。野生のドラゴンはバトルやトレーニング、ジャンクショップで売っている能力上昇系アイテムで能力を上げる事ができず、年を取る事もない。またバトルアリーナでの公式戦にも出られず、パブロの店での賭け試合にのみ出場する事ができる。

## 登場するドラゴン種
ティラ種
平均的な能力を持ち、バランスのとれた首長竜タイプのドラゴン。火、水、雷のいずれかの属性を持つ。体力の成長率が高い。
テラン種
大きな翼も持つ翼竜タイプのドラゴン。火、水、雷のいずれかの属性を持つ。腕力の初期値は低いが、特殊能力の初期値及び成長率が高く、また体重の成長率も低いので回避能力も高くなる傾向にある。
ビート種
カブトムシやクワガタムシのような甲虫タイプの多足竜。火、雷どちらかの属性を持つ。体力の初期値が低いが腕力の初期値が高く、また素早さと特殊能力の成長率が高い。
インセ種
薄い羽根で素早く飛び回る昆虫タイプのドラゴン。水、雷どちらかの属性を持つ。体力の初期値が低いが、素早さの初期値が高くまた体重の初期値、成長率も低いので、回避能力が高い。
タラバ種
体中を硬い殻で覆われた多足水竜タイプのドラゴン。カニのような外見をしており、水属性を持つ。特殊能力の初期値が高く、そして腕力の成長率が高い。
ナチュラ種
全身を無機化合物で形成されている雷竜タイプのドラゴン。ロボットや土偶のような外見を持ち、雷属性を持つ。体力と腕力の初期値が高く、また腕力は成長率も高い。反面、素早さの初期値が低く、また体重の初期値、成長率も高いので、回避能力は低くなる傾向にある。
スピル種
条件を満たす事で再生、育成が可能になる隠しドラゴン種。神話竜タイプのドラゴンで、上半身は獣人、下半身は魚のような外見をしている。火、水どちらかの属性を持つ。体力と特殊能力の初期値が高く、そして特殊能力は成長率も高い。
イブル種
条件を満たす事で再生、育成が可能になる隠しドラゴン種。生き物とは思えない姿をしている妖怪竜タイプのドラゴン。扉や棺のような外見を持ち、火、雷どちらかの属性を持つ。腕力の初期値と成長率が高い。

## 施設
ゲームの舞台となる「ウォームシティ」には施設が点在している。1日は朝6時からスタートし、施設に寄って何かしら行動を行うと3時間が経過する。そして夜21時の行動を済ますと1日が終了し、深夜0時から翌朝6時までの間は公社ハイムにて睡眠をとる事となる。そのため1日の中でこなせる行動は6回までとなっている。
クローンラボ
ドラゴンの再生や保育などを担う研究所。「クローン再生」によるドラゴンの再生、「バイオバンク」にドラゴンを預ける、「保育センター」にて子竜を引き取るといった事ができる。
- クローン再生 - 細胞からのドラゴンのクローン再生を行う。再生させたドラゴンはクローンラボ内の保育センターへと送られる。
- バイオバンク - 最大16頭までセルにドラゴンを預ける事ができる。預けているドラゴンは仮死状態で保存されるため、年をとる事はない[13][18]。なお、ドラゴンがバトルで死亡した際、そのドラゴンが最後に保存されていたセルが空いていれば、50%の確率で死亡したドラゴンを再生できる場合がある[13]。
- 保育センター - 再生されたドラゴンは一旦ここへ預けられる事になる。預けられて24時間後に迎えに訪れるとドラゴンは子竜となっており、連れ出す事ができるようになる。

公社ハイム
主人公であるバトラーとドラゴンの棲家。他の施設と違い、ここだけは出入りしても時間が経過しない。ここでは以下のコマンドが表示される。
- ウエポン - 現在ドラゴンが装備しているウエポンを手持ちの中から交換する。不要になったウエポンを処分する事もできる。
- リフレクター - 現在ドラゴンが装備しているリフレクターを手持ちの中から交換する。不要になったリフレクターを処分する事もできる。
- コレクション - バトルアリーナの各クラスの各ランクで優勝した証であるトロフィーを閲覧する。
- 休息 - まとまった時間休息をとる。休息をとると買い物をしたり他の施設に寄った時と同じくドラゴンの体重と体力が増える。
- コンフィグ - ゲームの設定を変える。
- ゲーム終了 - 現在のデータをセーブしゲームを終える。

トレーニングセンター
ドラゴンの各能力値を上げるトレーニングが行える。トレーニングを行うには料金を支払う必要があり、ドラゴンが進化するに従い料金が高くなる。トレーニングは以下の3種類が存在する。
- 腕力トレーニング - 右から左に移動する3本のろうそくを、設定した秒数(5～9秒の間で好きな秒数に設定できる)に合わせてタイミングよくボタンを押して切る。ドラゴンには目隠しをするためろうそくは見えない。タイミングが設定秒数ぴったりだと3本切れるが、少しずれると2本、更にずれると1本、大幅にずれると1本も切れない。3回チャレンジし、成績に応じてドラゴンの腕力が上がる。
- 特殊能力トレーニング - 縦3×横4のパネル上を、赤、青、黄の3色の的が徐々にスピードを上げて動き回り、そして突然姿を消す。その後指定された色の的の場所を選ぶ。3回チャレンジし、成績に応じてドラゴンの特殊能力が上がる。
- 総合力バーチャル戦闘 - 立体映像である自分のドラゴンの分身を相手に、本番を想定した模擬戦闘を行う。通常のバトルと同じように戦い方によって各種能力が上がる。バーチャル戦闘では体力0で負けてもドラゴンが死亡する事はない。

公営ショップ
ドラゴンのウエポンとリフレクターを購入する事ができる。商品の品揃えは一部を除き、日によってランダムに変化する。
ジャンクショップ
ドラゴンの能力を上昇させるアイテム、ウエポンやリフレクターの性能をアップさせるアイテム、公営ショップでは売っていないレアなウエポンやリフレクターを売っている。ただし商品の品揃えはランダムで、場合によっては何も売っていない時もある。
パブロの店
賭け試合を行う事ができる酒場。3人のバトラーの中から対戦したい相手を選ぶ。バトルに勝利すると相手の賭け金を得る事ができ、負ければ賭け金を失う事になる。対戦相手として出てくるドラゴンは、こちらのドラゴンの能力を参照にしている。
記憶の森
育てられなくなったドラゴンを森に放してやる事ができる。放したドラゴンはロストした場合と同じく、二度と登場しない。また、条件を満たすとVSメモリーカードバトラーで登場する野生のドラゴンを捕獲する事ができる。寿命を迎えたドラゴンが帰っていく場所もここである。
バトルアリーナ
公式戦が行われる場所。ここで勝ち抜いてWDCのチャンピオンになる事がゲームの目的となっている。試合の受付は15時までとなっている。

## ストーリー
セイラ暦180年4月、惑星の温暖化により世界政府は氷の大地消失を5年以内と発表、水没シティの閉鎖を指示した。
セイラ暦183年2月、溶けだした氷の大地の永久氷塊から全長10メートルを越える未知の生物が発見される。その生物があった氷層年代は5億年以上を示し、採取されたDNAも分類不能であったため、惑星外生物の可能性も議論される。そして彼ら自体の再生こそ出来なかったものの、クローン再生は成功し研究が続けられていく事となる。
その15年後のセイラ暦198年5月、世界政府はクローン再生された未知の生物「X-01」の存在を公表、極めて戦闘的な生物で、また言霊によりその行動を制御できる事を発表する。その翌年のセイラ暦199年1月、世界政府は「X-01」の呼称を、ヨハン聖書に記された秩序と破壊の戦闘神になぞらえ「ドラゴン」に統一、併せてドラゴンによるバトルトーナメントを実施する事を発表した。そして新都市ウォームシティではバトルアリーナ建設と共にバトラーの受け入れが始まる。
そして物語は、１人のバトラーとそのパートナーであるドラゴンがウォームシティを訪れる所から始まる。

## 登場キャラクター
ネネ
クローンラボの受付嬢。クローンラボで何をするのか聞いて各場所に案内してくれる。
ヤスミン
クローンラボのクローン再生場所のチーフエンジニアである男性。クローン再生のやり方の説明などを担当している。
モナ
クローンラボのバイオバンクの女性担当者。バイオバンクの説明などを担当している。
ダイワイ
クローンラボの保育センターの管理をしている老人。保育センターの説明などを担当している。
アザミ
トレーニングセンターの受付嬢。各種トレーニングの説明などを担当している。
ナンシー
公営ショップの女主人。ジャンクショップのイシュカとは知り合いである。
イシュカ
ジャンクショップの主人。普段は頑固な親父だが、所持金もなく装備もないという状態でドラゴンを連れてジャンクショップに行くと、最低限の装備を支給してくれるという親切な一面も持っている。
ヌーノ・パブロ
パブロの店のオーナーである男性。自身の店で賭けバトルを開催している。
ヒロ
野生のドラゴンの研究をするため、記憶の森に常駐している男性。物知りで、バトルやドラゴンの生態について教えてくれる。
ユウ
バトルアリーナの受付嬢。バトルアリーナのルールの説明などを担当している。
オルテ
主人公がウォームシティにて最初に会う男性。ウォームシティにやってきた主人公の対応をする事となる。実はアワザナックの弟子で、WDCのNo.1戦にて主人公と相まみえる事となる。
アワザナック伯爵
WDCの現チャンピオンにして、オープニングで主人公のドラゴンを殺害した張本人。WDCチャンピオン戦にて主人公と相まみえる。

## 音楽
音楽は荒川憲一と山崎良の二人が担当。本作の企画デザインを担当した市崎裕康と山崎との話しによると、「作曲は結構自由にやらせてもらった」「世界観や設定の説明を受けて、でも具体的なディレクションというのはなかった」としている。また作曲の分担は、ダークサイドの曲が山崎が、明るい曲は荒川が担当、全体の作曲しなければならない曲を半分に割ってそれぞれが担当したと山崎、荒川は振り返っている。また作曲のコンセプトとして、MIDIだけでなくサンプリングの手法が流行っていたので、サンプリング素材を集めてこれで何かやろう、という事もしていたと山崎は語っている。

### サウンドトラック
本作の音源は以下の作品に収録されている。
- 『DRAGON SEEDS-最終進化形態- オリジナルサウンドトラック』(2016年3月30日、CDST-10041、シティコネクション)[47][48][49][50] - ゲーム中の楽曲26曲と荒川憲一によるアレンジ曲1曲の計27曲を収録。

## 移植版
| No. | タイトル                        | 発売日        | 対応機種                                            | 開発元   | 発売元             | メディア                          | 備考                   |
| --- | ------------------------------- | ------------- | --------------------------------------------------- | -------- | ------------------ | --------------------------------- | ---------------------- |
| 1   | ドラゴンシーズ 〜最終進化形態〜 | 2012年1月18日 | PlayStation 3 PlayStation Portable PlayStation Vita | ジャレコ | ハムスター         | ダウンロード (ゲームアーカイブス) | 2015年9月30日配信終了  |
| 2   | ドラゴンシーズ 〜最終進化形態〜 | 2015年10月1日 | PlayStation 3 PlayStation Portable PlayStation Vita | ジャレコ | シティコネクション | ダウンロード (ゲームアーカイブス) | 配信元を変えての再配信 |

## 開発
本作の企画、ゲームデザイン、ディレクターを担当した市崎裕康はインタビューにて、当時カードゲームが流行っており、オリジナルのカードゲームを作ろうとした、つまり『ドラゴンシーズ』は元はカードゲームとして企画した事を語っている。例えば「一歩前に行く」「一歩後ろへ下がる」というカードを二枚選び、めくって勝負をする。そのカードを作り二人で何度か対戦し、「これ面白いからいつかゲームにしよう」というのが最初だったとしている。また市崎は製作期間が短く盛り込めなかったが、当初考えていた設定は「バイオを利用した世界観、それと対抗するメカテクノロジーとの対立があって、その戦士を育てるために細胞を使う」というもので、続編を作らせてくれたらそれができたとも語っている。また、『ドラゴンシーズ』のプロジェクトメンバーは古参のジャレコスタッフはあまり参加せず、若いスタッフ中心で作っていたと市崎と作曲の山崎良は振り返っている。

## 評価
ゲーム誌『ファミコン通信』の「クロスレビュー」では合計28点（満40点）となっている。